# Miles Poindexter

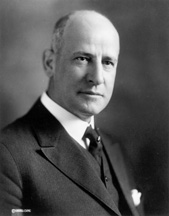
Miles Poindexter

Miles Poindexter (* 22. April 1868 in Memphis, Tennessee; † 21. September 1946 in Greenlee, Virginia) war ein US-amerikanischer Diplomat und Politiker, der den Bundesstaat Washington in beiden Kammern des Kongresses vertrat.

## Frühes Leben
Miles Poindexter, in Tennessee geboren, wuchs im Bundesstaat Virginia auf. Dort absolvierte er die Fancy Hill Academy im Rockbridge County und die Washington and Lee University in Lexington, an der er 1891 seinen Abschluss in Rechtswissenschaften erlangte.
Im selben Jahr zog Poindexter in den Staat Washington und ließ sich in Walla Walla nieder. Nachdem er einige Monate als Rechtsanwalt praktiziert hatte, wurde er 1892 zum Staatsanwalt von Walla Walla County ernannt, ein Amt, welches Poindexter bis 1897 innehatte. In dem Jahr zog er nach Spokane, wo er von 1898 bis 1904 als stellvertretender Bezirksstaatsanwalt des Spokane County fungierte. Einen weiteren Schritt auf Poindexters Karriereleiter bedeutete seine Ernennung zum Richter am Obersten Gerichtshof von Washington, was er von 1904 bis 1908 war.

## Politische Karriere
Im Jahr 1908 kandidierte Poindexter erfolgreich als Parteimitglied der Republikaner im dritten Kongresswahlbezirk von Washington für einen Sitz im Repräsentantenhaus der Vereinigten Staaten, wo er vom 4. März 1909 bis zum 3. März 1911 amtierte. Bereits 1910 wurde er zum US-Senator gewählt, sein Amt trat er am 4. März 1911 an. Im Lauf seiner Amtszeit als Senator wechselte er dreimal die Partei. War er von 1911 bis 1913 Mitglied der Republikaner, wechselte er von 1913 bis 1915 in das Lager der Progressiven Partei. Jedoch kehrte er 1915 zu den Republikanern zurück und verblieb dort bis zu seiner Abwahl im Jahr 1922. Poindexters Amtszeit endete am 3. März 1923.
Noch im selben Jahr ernannte ihn Präsident Warren G. Harding zum US-Botschafter in Peru, ein diplomatisches Amt, welches Poindexter bis 1928 bekleidete. In dem Jahr kandidierte er erneut für das Amt des Senators der Vereinigten Staaten, allerdings ohne Erfolg.

## Spätes Leben
Er ließ sich Anfang der 1930er Jahre in Virginia nieder. Poindexter, der sich für Geschichte interessierte, schrieb drei Bücher über die Zivilisation der Inka, von denen nur zwei, The Ayar Inca und Peruvian Pharaohs auch veröffentlicht wurden.
Miles Poindexter starb 1946 im Alter von 77 Jahren.